# Presa romana de la ermita de la Virgen del Pilar
La presa de la Ermita de la Virgen del Pilar fue una presa romana en la comarca del municipio español de Monforte de Moyuela en la provincia de Teruel en Aragón. Los pocos restos supervivientes permiten una reconstrucción bastante detallada de la presa de gravedad construida en el siglo I.
La presa era capaz de almacenar 280 000-450 000 m3. La función de la presa no está del todo clara, ya que no había ningún asentamiento o ciudad romana en sus cercanías que pudiera haber ayudado a abastecer. Tampoco se conocen en la zona villas o latifundios de la época correspondiente, por lo que no se puede deducir que sirvieran para regular el riego. Existen sin embargo otras presas de época romana y medieval que muestran la existencia de una explotación hidráulica en la cuenca del Aguasvivas.

## Descripción
La presa se construyó en dos fases. Primero, se construyó un muro de presa de unos 52 metros de largo y 14 metros de alto en el valle escarpado del río Santa María, afluente del río Moyuela. La construcción de 6,90 metros de espesor consistió en un muro de encofrado de 4,30 metros de ancho en el lado del valle, que se revistió con piedras de sillería y se rellenó con piedras de cantera mezcladas con mortero. Por otro lado, en el lado del agua, había un encofrado de opus quadratum de 2,60 metros de ancho, que se rellenó con opus caementitium a lo largo del caparazón interior de aproximadamente 1 metro de espesor en toda la altura, mientras que el resto del relleno hacia el opus quadratum consistía en material de pequeño tamaño mezclado con mortero. El coronamiento del muro de esta primera fase, de aproximadamente 5,90 metros de ancho, tenía un piso de piedras cuidadosamente colocadas.
Aproximadamente 50 años después de la construcción de esta primera construcción, el muro de la presa se incrementó entre 2,60 y 16,60 metros. Para ello, sobre el remate original del muro se colocó un muro de doble capa de opus incertum de aproximadamente 5,40 metros de ancho, que se rellenó con mortero y escombros. Esta medida aumentó la longitud del muro de la presa hasta unos 86 metros. La capacidad del embalse se incrementó de alrededor de 250.000 metros cúbicos a 450.000 metros cúbicos.
Con un ancho de base de 6,90 metros y una altura de 16,60 metros, la construcción era muy inestable, considerando que una relación de presa de gravedad de 2:3 es suficiente para soportar la presión del agua y, sobre todo, de los sedimentos. Algunos autores han supuesto que debió tener una torre de toma como otras presas romanas similares con el mismo problema. La represa en la ermita de la Virgen del Pilar también parece haber durado solo otros 50 años más o menos antes de colapsar, probablemente bajo la presión de los sedimentos aluviales.